# Берфелден
Берфелден (њем. Beerfelden) град је у њемачкој савезној држави Хесен. Једно је од 15 општинских средишта округа Оденвалд. Према процјени из 2010. у граду је живјело 6.676 становника. Посједује регионалну шифру (AGS) 6437002.

## Географски и демографски подаци
Берфелден се налази у савезној држави Хесен у округу Оденвалд. Град се налази на надморској висини од 420 метара. Површина општине износи 71,2 km². У самом граду је, према процјени из 2010. године, живјело 6.676 становника. Просјечна густина становништва износи 94 становника/km².

## Међународна сарадња
| Мјесто   | Држава    | Врста сарадње | Од    |
| -------- | --------- | ------------- | ----- |
| Тревињен | Француска | партнерство   | 1966. |
| Извор    |           |               |       |